# Microhyla
Microhyla es un género de ranas de la familia Microhylidae. Se distribuyen por el sur, el sudeste y el este de Asia. 

## Especies
Se reconocen las siguientes 49 especies:
- Microhyla achatina Tschudi, 1838
- Microhyla aurantiventris Nguyen, Poyarkov, Nguyen, Nguyen, Tran, Gorin, Murphy & Nguyen, 2019
- Microhyla beilunensis Zhang, Fei, Ye, Wang, Wang & Jiang, 2018
- Microhyla berdmorei (Blyth, 1856)
- Microhyla borneensis Parker, 1928
- Microhyla butleri Boulenger, 1900
- Microhyla chakrapanii Pillai, 1977
- Microhyla dabieshanensis Zhang, Chen & Zhang, 2024[2]
- Microhyla darevskii Poyarkov, Vassilieva, Orlov, Galoyan, Tran, Le, Kretova & Geissler, 2014
- Microhyla darreli Garg, Suyesh, Das, Jiang, Wijayathilaka, Amarasinghe, Alhadi, Vineeth, Aravind, Senevirathne, Meegaskumbura & Biju, 2018 "2019"
- Microhyla eos Biju, Garg, Kamei & Maheswaran, 2019
- Microhyla fanjingshanensis Li, Zhang, Xu, Lv & Jiang, 2019
- Microhyla fissipes Boulenger, 1884
- Microhyla fodiens Poyarkov, Gorin, Zaw, Kretova, Gogoleva, Pawangkhanant & Che, 2019
- Microhyla gadjahmadai Atmaja, Hamidy, Arisuryanti, Matsui & Smith, 2018
- Microhyla heymonsi Vogt, 1911
- Microhyla irrawaddy Poyarkov, Gorin, Zaw, Kretova, Gogoleva, Pawangkhanant & Che, 2019
- Microhyla karunaratnei Fernando & Siriwardhane, 1996
- Microhyla kodial Vineeth, Radhakrishna, Godwin, Anwesha, Rajashekhar & Aravind, 2018
- Microhyla kuramotoi Matsui & Tominaga, 2020
- Microhyla laterite Seshadri, Singal, Priti, Ravikanth, Vidisha, Saurabh, Pratik & Gururaja, 2016
- Microhyla maculifera Inger, 1989
- Microhyla malang Matsui, 2011
- Microhyla malcolmi Cochran, 1927[3]
- Microhyla mantheyi Das, Yaakob & Sukumaran, 2007
- Microhyla mihintalei[4] Wijayathilaka, Garg, Senevirathne, Karunarathna, Biju, & Meegaskumbura, 2016
- Microhyla minuta Poyarkov, Vassilieva, Orlov, Galoyan, Tran, Le, Kretova & Geissler, 2014
- Microhyla mixtura Liu & Hu, 1966
- Microhyla mukhlesuri[5] Hasan, Islam , Kuramoto, Kurabayashi & Sumida, 2014
- Microhyla mymensinghensis[5] Hasan, Islam , Kuramoto, Kurabayashi & Sumida, 2014
- Microhyla neglecta? Poyarkov, Nguyen, Trofimets & Gorin, 2020
- Microhyla nepenthicola Das & Haas, 2010
- Microhyla nilphamariensis[6] Howlader, Nair, Gopalan & Merilä, 2015
- Microhyla okinavensis Stejneger, 1901
- Microhyla orientalis[7] Matsui, Hamidy & Eto, 2013
- Microhyla ornata (Duméril & Bibron, 1841)
- Microhyla palmipes Boulenger, 1897
- Microhyla peninsularis Trofimets, Dufresnes, Pawangkhanant, Bragin, Gorin, Hasan, Lalremsanga, Muin, Le, Nguyen, Suwannapoom & Poyarkov, 2024[3]
- Microhyla picta Schenkel, 1901
- Microhyla pineticola Poyarkov, Vassilieva, Orlov, Galoyan, Tran, Le, Kretova & Geissler, 2014
- Microhyla pulchra (Hallowell, 1861)
- Microhyla roedderi Hoang, Pham, Nguyen, Phan, Ziegler, Orlov, Jiang  & Do, 2025[8]
- Microhyla rubra (Jerdon, 1854)
- Microhyla sholigari Dutta & Ray, 2000
- Microhyla sundaica Trofimets, Dufresnes, Pawangkhanant, Bragin, Gorin, Hasan, Lalremsanga, Muin, Le, Nguyen, Suwannapoom & Poyarkov, 2024[3]
- Microhyla superciliaris Parker, 1928
- Microhyla taraiensis Khatiwada, Shu, Wang, Thapa, Wang & Jiang, 2017
- Microhyla tetrix Poyarkov, Pawangkhanant, Gorin, Juthong & Suwannapoom, 2020
- Microhyla zeylanica Parker & Osman-Hill, 1949